# Ranzan
Ranzan (jap. 嵐山町 Ranzan-machi) – miasto w Japonii, na wyspie Honsiu, w prefekturze Saitama. Według danych na rok 2020 miejscowość zamieszkiwało 17 889 mieszkańców , a gęstość zaludnienia wyniosła 597,9 os./km².